# 97e bataillon de tirailleurs sénégalais
Le 97e Bataillon de Tirailleurs Sénégalais (ou 97e BTS) est un bataillon français des troupes coloniales.

## Création et différentes dénominations
- 21/04/1917: Formation du 97e Bataillon de Tirailleurs Sénégalais
- 15/05/1919: Dissolution, les tirailleurs sont répartis ainsi:
  - 589 passent au 70e BTS
  - 113 passent au 73e BTS
  - 13 passent au 82e BTS

## Chefs de corps
- -/-/-: Capitaine Millasseau
- -/-/-: Capitaine Parris

## Historique des garnisons, combats et batailles du97eBTS
- 28/07/1917: Arrivée à Saint-Raphaël
- 19/08/1917: Le bataillon embarque pour l'Armée d'Orient, par voie ferrée, ne gare de Fréjus, à destination de l'Italie
- 25/08/1917: Embarquement à bord d'un ferry, au départ de Tarente
- 26/08/1917: Arrivée à Itea[Lequel ?]
- 29-30/08/1917: Regroupement du bataillon au camp de l’Éperon à Salonique
- 14/09/1917: Embarquement par voie ferrée à destination de Sakulévo
- 18/09/1917: Séjour au col de la Vraita
- 26/11/1917: Retour à Sakulévo
- 04/03/1918: Mouvement à Neokazi
- 27/03/1918: Mouvement à Karafalar
- 04/06/1918: Mouvement à Salonique
- 26/04/1919: Le bataillon quitte Salonique pour la France
- 06/05/1919: Arrivée à Fréjus

### Sources et bibliographie
Mémoire des Hommes